# Миклеуська
Миклеуська (хорв. Mikleuška) — населений пункт у Хорватії, у Сисацько-Мославинській жупанії у складі міста Кутина.

## Населення
Населення за даними перепису 2011 року становило 140 осіб.
Динаміка чисельності населення поселення:

## Клімат
Середня річна температура становить 11,00 °C, середня максимальна – 24,74 °C, а середня мінімальна – -5,04 °C. Середня річна кількість опадів – 898 мм.
| Клімат поселення                              | Клімат поселення | Клімат поселення | Клімат поселення | Клімат поселення | Клімат поселення | Клімат поселення | Клімат поселення | Клімат поселення | Клімат поселення | Клімат поселення | Клімат поселення | Клімат поселення | Клімат поселення |
| Показник                                      | Січ.             | Лют.             | Бер.             | Квіт.            | Трав.            | Черв.            | Лип.             | Серп.            | Вер.             | Жовт.            | Лист.            | Груд.            |                  |
| Середній максимум, °C                         | 6,71             | 8,45             | 12,54            | 16,81            | 21,47            | 24,74            | 23,82            | 23,44            | 19,55            | 14,72            | 9,28             | 5,16             |                  |
| Середня температура, °C                       | 0,84             | 2,57             | 6,66             | 10,94            | 15,60            | 18,86            | 20,58            | 20,18            | 16,31            | 11,47            | 6,04             | 1,92             |                  |
| Середній мінімум, °C                          | −5,04            | −3,3             | 0,78             | 5,06             | 9,73             | 13,00            | 17,34            | 16,95            | 13,06            | 8,23             | 2,79             | −1,32            |                  |
| Норма опадів, мм                              | 54               | 51               | 60               | 73               | 81               | 95               | 83               | 85               | 79               | 80               | 88               | 69               |                  |
| Середньомісячна швидкість вітру, м/с          | 1.94             | 2.16             | 2.53             | 2.40             | 2.22             | 2.00             | 1.98             | 1.80             | 1.84             | 1.93             | 1.96             | 1.97             |                  |
| Середньомісячна сонячна радіація, кДж/м²·день | 4298             | 7074             | 10788            | 15175            | 19442            | 21455            | 22443            | 19705            | 14543            | 9072             | 4789             | 3493             |                  |
| --------------------------------------------- | ---------------- | ---------------- | ---------------- | ---------------- | ---------------- | ---------------- | ---------------- | ---------------- | ---------------- | ---------------- | ---------------- | ---------------- | ---------------- |
| Джерело:                                      |                  |                  |                  |                  |                  |                  |                  |                  |                  |                  |                  |                  |                  |